# 453 до н. е.

## Події
- Перемир'я Афін та Спарти на 5 років.
- Приєднання до Афінського морського союзу декількох грецьких міст.

## Померли
- Гай Горацій Пульвілл, римський воєнний і політичний діяч. Згідно з Тітом Лівієм помер під час епідемії.
- Секст Квінті́лій Вар, політичний, державний і військовий діяч Римської республіки, консул 453 року до н. е.